# Cehov
Cehov (ru. Чехов) este un oraș din Regiunea Moscova, Federația Rusă și are o populație de 72.917 locuitori.